# か
か або カ (/ka/; МФА: [ka] • [kä]; укр. ка) — склад в японській мові, один зі знаків японської силабічної абетки кана. Становить 1 мору. Розміщується у комірці 1-го рядка 2-го стовпчика таблиці ґодзюон.
Має похідні дзвінкі звуки — が або ガ (/ga/; МФА: [ga] • [gä]; укр. ґа).

## Короткі відомості

### Опис
Фонема сучасної японської мови. Складається з одного задньопіднебінного приголосного звука та одного неогубленого голосного середнього ряду низького піднесення /а/ (あ). Приголосні бувають різними залежно від типу.
| Глухий задньопіднебінний проривний:   |  | /k/ → | か   | [ka] | (основний звук)                           |
| Дзвінкий задньопіднебінний проривний: |  | /g/ → | が   | [ga] | (похідний звук)                           |
| Задньопіднебінний носовий:            |  | /ŋ/ → | か。 | [ŋa] | (на письмі практично не використовується) |

У історичному використанні кани знак か інколи читався як くわ (くゎ) — [kɰa], проте у сучасній японській мові поступився [ka]. Вимова [kɰa] інколи зустрічається в діалектах.

### Порядок
Місце у системах порядку запису кани:
- Порядок ґодзюону: 6.
- Порядок іроха: 14. Між わ і よ.

### Абетки
- Хіраґана: か

Походить від скорописного написання ієрогліфа 加 (ка, додавати).
- Катакана: カ

Походить від скорописного написання лівої складової ієрогліфа 加 (ка, додавати).
- Манйоґана: 過 • 可 • 化 • 課 • 科 • 下 • 火 • 香 • 個 • 箇 • 華 • 菓 • 貨 • 夏 • 果 • 歌 • 架 • 何 та інші.

### Транслітерації

#### か
- Кирилиця:
Система Поліванова: КА (ка).
Альтернативні системи: КА (ка).
- Латинка
Система Хепберна: КА (ka).
Японська система: КА (ka).
JIS X 4063: ka
Айнська система: КА (ka).

#### が
- Кирилиця:
Система Поліванова: ҐА (ґа).
Альтернативні системи: ҐА (ґа).
- Латинка
Система Хепберна: GA (ga).
Японська система: GA (ga).
JIS X 4063: ga
Айнська система: GA (ga).

### Інші системи передачі
- Шрифт Брайля:
| ●－ －－ －● |
- Радіоабетка: КАвасе но КА (為替のカ; «ка» грошового обміну)
- Абетка Морзе: ・−・・